# Wolfgang Franz von Kobell
Wolfgang Xavier Franz Ritter von Kobell (Munique, 19 de julho de 1803 – Munique, 11 de novembro de 1882) foi um mineralogista e escritor alemão.

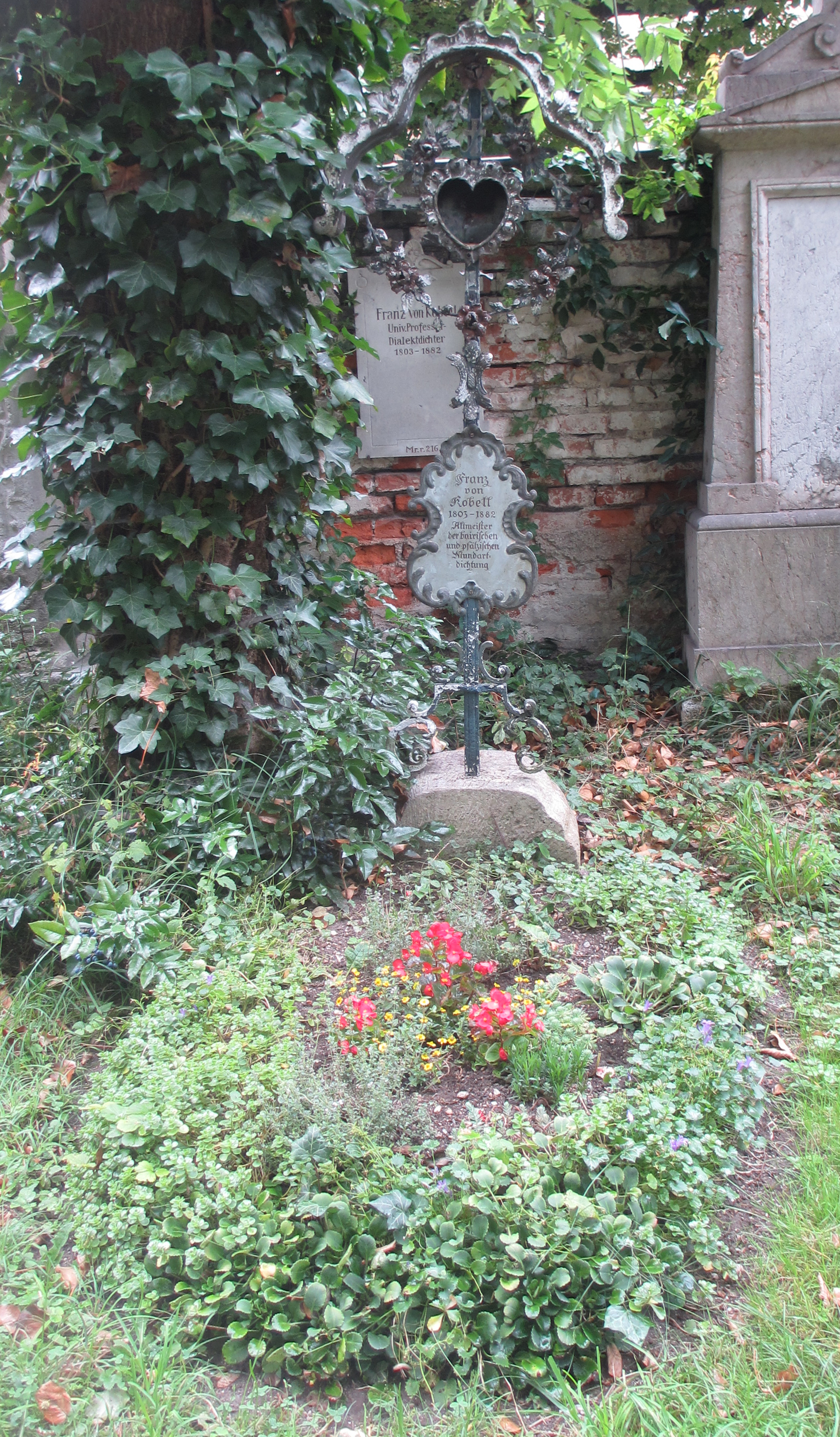
Sepultura de Franz von Kobell no Alter Südfriedhof em Munique (Muro a direita 216, defronte ao Gräberfeld 10).

## Sepultura
A sepultura de Franz von Kobel está localizada no Alter Südfriedhof em Munique (Muro à direita 216, defronte o Gräberfeld 10). A sepultura foi reconstruída, restando da original apenas a placa fixada no muro.

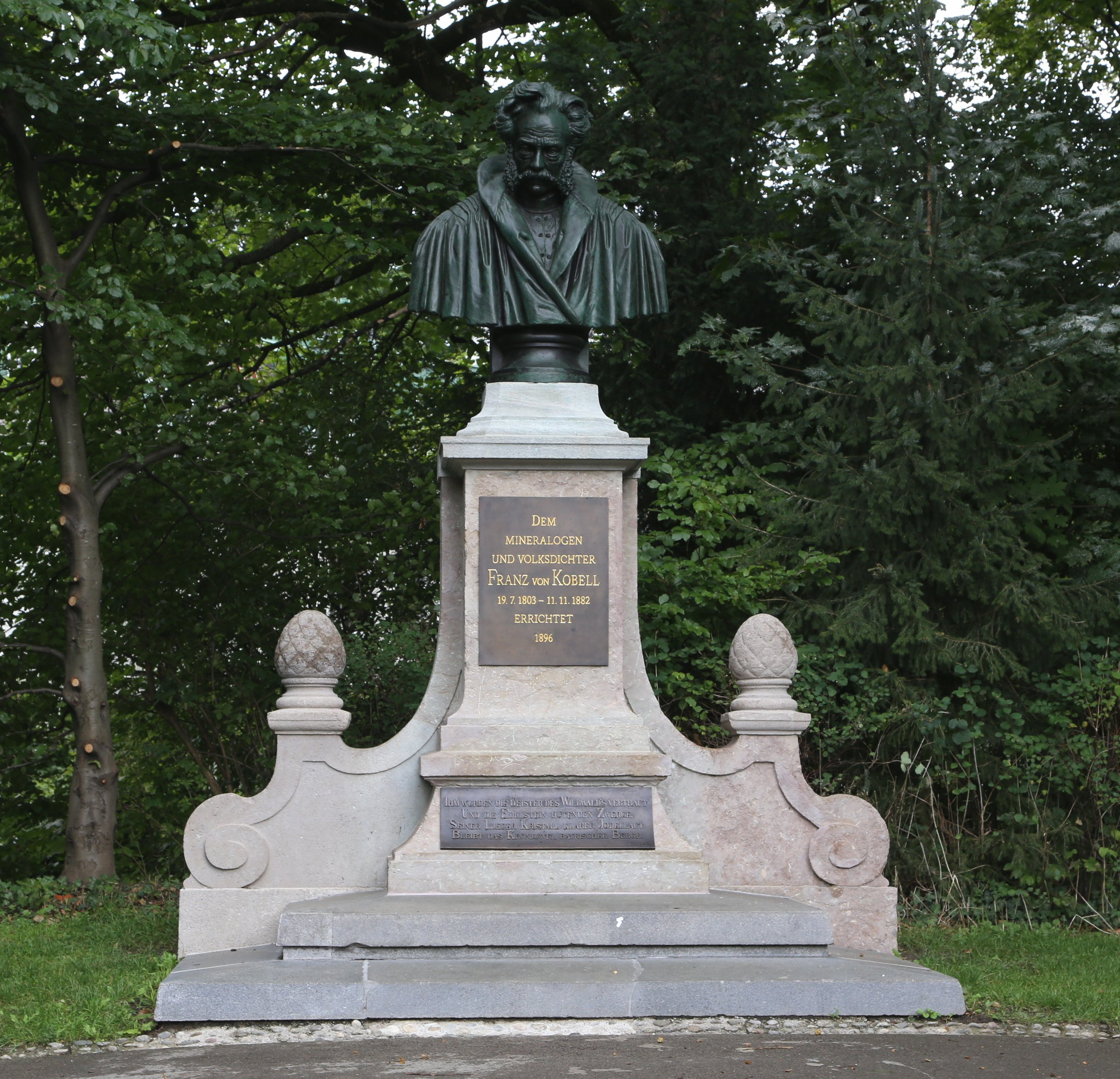
Monumento de Franz von Kobell em Munique

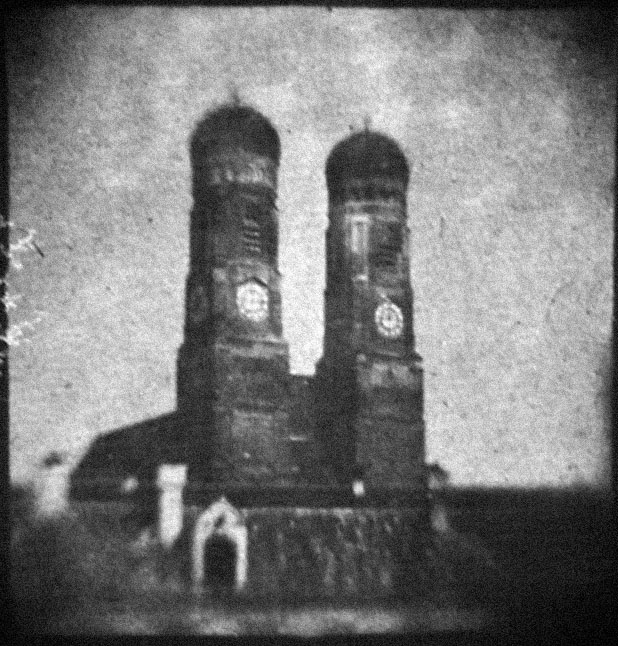
Daguerreotipia da Frauenkirche de Munique, 1839

Com seu colega Carl August von Steinheil obteve em 1839 o primeiro Daguerreótipo na Alemanha, registrando com uma câmera escura desenvolvida por Steinheil a Gliptoteca de Munique e as torres da Frauenkirche de Munique. Kobell usou papéis com cloreto de prata para fixar as imagens de luz, obtendo assim o protótipo de um procedimento fotoquímico que foi mais tarde aprimorado.

## Obras
- Die Mineralogie, 2. Edição. Brandstetter, Leipzig 1858
- Oberbayerische Lieder mit ihren Singweisen. Im Auftrage und mit Unterstützung Seiner Majestät des Königs für das bayerische Gebirgsvolk gesammelt und herausgegeben von Fr. v. Kobell. Mit Bildern von A. v. Ramberg, 2. Auflage. München 1871. Holzschnitt und Verlag von Braun & Schneider [die Erstausgabe erschien 1860]
- Wildanger. Skizzen aus dem Gebiete der Jagd und ihrer Geschichte mit besonderer Rücksicht auf Bayern. Cotta, Stuttgart 1859.
- Der Hausl' vo' Finsterwald. Der schwarzi Veitl. 'S Kranzner-Resei. Drei größere Gedichte nebst andern in oberbayerischer Mundart. Literarisch-artistische Anstalt, München 1852.